# Лауреат
Лауреат (од латински: laureatus, 'овјенчан ловором') је израз којим се означава добитник неке престижне јавне награде на пољу науке или умјетности, односно побједник исто тако престижног умјетничког такмичења. Назив потиче од ловоровог вијенца који су као симболичку награду примали побједници престижних пјесничких такмичења у античкој Грчкој. Обичај су касније преузели Римљани, да би се израз лауреат као добитник те и сличних награда током средњег вијека проширио у Западној Европи, а касније и у свијету.